# 王莉 (1977年)
王莉（1977年7月—），湖北襄阳人，汉族，中国共产党党员。襄阳市襄城区公厕公司负责人。中华人民共和国政治人物、第十三届全国人民代表大会湖北省代表。

## 生平
2018年，王莉被选为湖北省出席第十三届全国人民代表大会代表。